# 2004年度香港名牌選舉得獎名單
2004年度香港名牌選舉由香港品牌發展局和香港中華廠商聯合會聯合主辦。
是屆頒獎典禮於2005年1月20日舉行，由時任香港特區政府財政司司長唐英年擔任主禮嘉賓。

## 獲獎名單

### 香港名牌選舉
香港名牌
- 美玫牌
- 公仔
- 豊葉
- 德國寶
- 住好啲
- 官燕棧
- 六褔珠寶
- 聖安娜
- 生力
- 天廚

香港卓越名牌
- 清泉
- 李錦記

最具潛質品牌
- 捷榮

網上最受歡迎品牌
- 李錦記